# Félix Braz

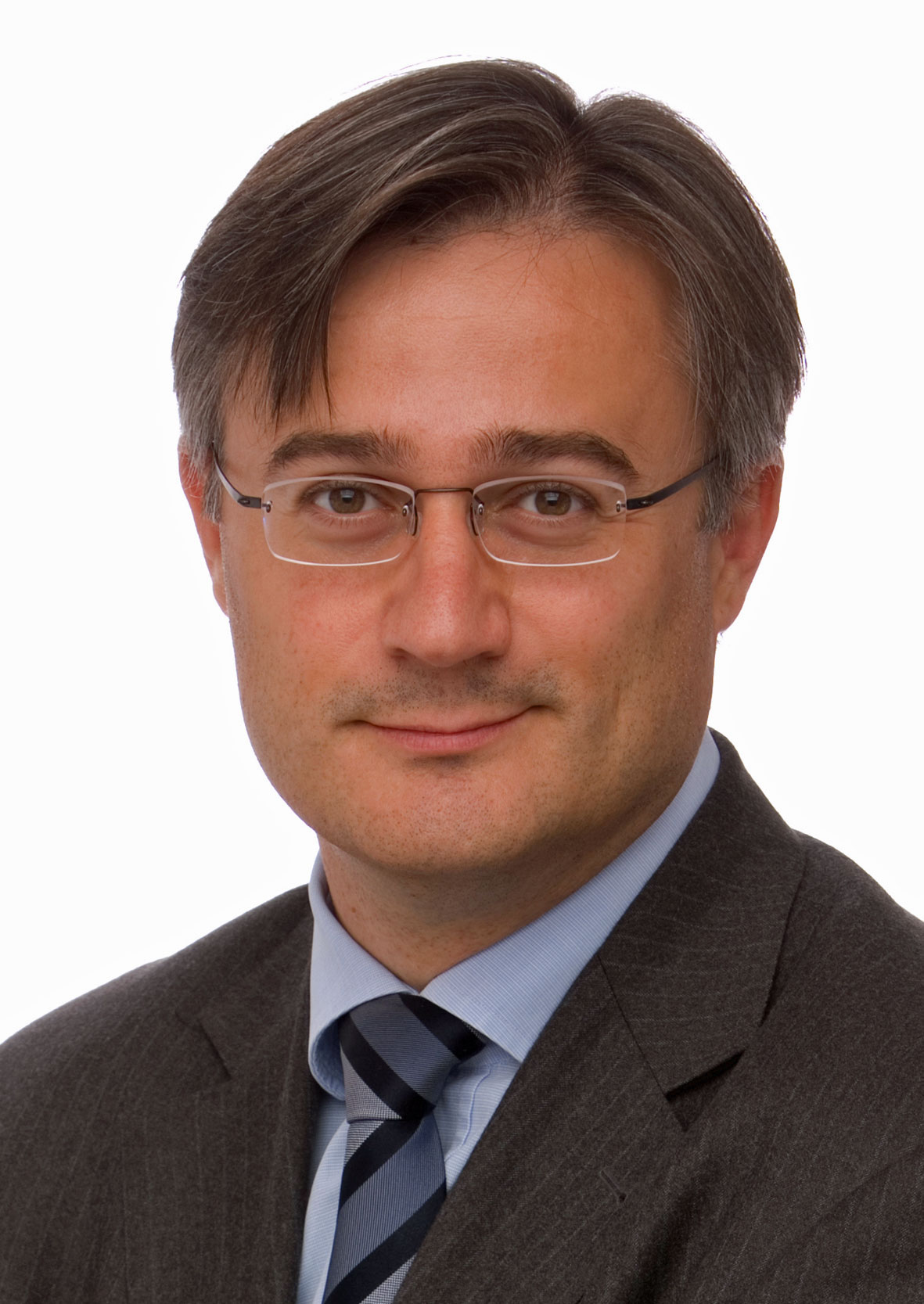
Félix Braz

Félix Braz (* 16. März 1966 in Differdingen) ist ein luxemburgischer Politiker und Journalist.

## Leben
Félix Braz begann seine berufliche Karriere 1990 als Moderator und Chefredakteur einer portugiesischsprachigen Nachrichtensendung bei RTL Radio Lëtzebuerg.
Von 1991 bis 2001 war er parlamentarischer Sekretär der Grünen in Luxemburg. 2004 wurde er zum ersten Mal ins luxemburgische Parlament gewählt.  Bei den folgenden Wahlen in den Jahren 2009 und 2013 schaffte er den Wiedereinzug.
Auf lokaler Ebene war er von 1995 bis 2000 Mitglied des Gemeinderates in Esch an der Alzette. Von 2000 bis 2011 war er Schöffe der Stadt Esch.
Seit dem 4. Dezember 2013 war Braz Minister für Justiz in der Regierung Bettel-Schneider. Er war der erste luxemburgische Minister mit portugiesischen Wurzeln. Im darauffolgenden Kabinett hatte er zusätzlich den Posten des Vizepremiers inne. Im August 2019 erlitt Braz einen Herzinfarkt, von dem er sich nur langsam erholen konnte, und aufgrund dessen er aus der Regierung ausschied. Das Amt an der Spitze des Justizministerium übernahm Kulturministerin Sam Tanson zunächst kommissarisch, ab September 2019 dann dauerhaft, neuer Vizepremier wurde François Bausch.